# 浊斑艾蛛
浊斑艾蛛（学名：Cyclosa confusa），又名熱帶塵蛛，为园蛛科艾蛛属的动物。分布于日本、台湾岛以及中国大陆的湖南、福建、云南等地。该物种的模式产地在日本。